# Cameron Finley
Joseph Cameron Finley (Garland, 30 agosto 1987) è un attore statunitense.

## Biografia
Figlio di Lexa e Charles David Finley, fratello intermedio tra Christopher (nato nel 1984) e Taz (nato nel 1989), già a 3 anni è stato avviato dai genitori verso la recitazione; dagli inizi della sua attività ha realizzato vari spot pubblicitari, per passare poi alla recitazione in film quali Buon compleanno Mr. Grape e Un mondo perfetto (entrambi del 1993), oltre a partecipare a varie serie televisive.
Nel 1997, a 10 anni, è stato protagonista del film Ci pensa Beaver, affiancato da Erik von Detten e da Adam Zolotin. L'anno successivo ha lavorato nel film Ricominciare a vivere (1998) quindi, dopo aver preso parte a 5 episodi di Baywatch tra il 1998 e il 1999, l'attore ha lavorato insieme a Kevin Zegers e Billy Kay, alla commedia sentimentale Se cucini, ti sposo del 2000.
Lo stesso anno l'attore ha scelto di interrompere l'attività come attore, per poter andare a scuola a tempo pieno ed "essere un ragazzo normale". 

## Vita privata
Nel 2005 l'attore ha conseguito il diploma di scuola secondaria presso la Moorpark High School, in California, per poi proseguire al Moorpark College.

## Filmografia

### Cinema
- Buon compleanno Mr. Grape (What's Eating Gilbert Grape), regia di Lasse Hallström (1993)
- Un mondo perfetto (A Perfect World), regia di Clint Eastwood (1993)
- Otto secondi di gloria (8 Seconds), regia di John G. Avildsen (1994)
- Takedown, regia di Robert J. Castaldo (1995)
- Ci pensa Beaver (Leave It to Beaver), regia di Andy Cadiff (1997)
- Ricominciare a vivere (Hope Floats), regia di Forest Whitaker (1998)
- Se cucini, ti sposo (Time Share), regia di Sharon von Wietersheim (2000)
- Vittoria col cuore (Perfect Game), regia di Dan Guntzelman (2000)

### Televisione
- Heaven & Hell: North & South, Book III – miniserie TV, 3 puntate (1994)
- A Woman of Independent Means – miniserie TV, 3 puntate (1995)
- Coach – serie TV, episodio 8x02 (1995)
- Walker Texas Ranger (Walker, Texas Ranger) – serie TV, episodi: 3x17-4x07 (1995)
- Streets of Laredo – serie TV, episodi: 1x01-1x03 (1995)
- Il segreto di Martha (Deadly Family Secrets) – film TV (1995)
- Non guardare indietro (Don't Look Back) – film TV (1996)
- Il tocco di un angelo (Touched by an Angel) – serie TV, episodio 3x14 (1996)
- Three Secrets – film TV (1999)
- Baywatch – serie TV, 5 episodi (1998-1999)
- Il vero amore di Dana (One True Love) – film TV (2000)
- Static Shock – serie TV animata, episodio 1x07 (2000) (voce)

## Riconoscimenti
Finley ha ottenuto due candidature agli YoungStar Award, entrambe nel 1998, per Ci pensa Beaver (1997) e Ricominciare a vivere (1998), e quattro candidature agli Young Artist Awards, negli anni dal 1998 al 2001.
L'attore ha vinto anche uno Special Award nel 1998 e un Acting Award nel 2001.

## Doppiatori italiani
Nelle versioni in italiano delle opere in cui ha recitato, Cameron Finley è stato doppiato da:
- Alessio Ward in Otto secondi di gloria
- Leonardo Caneva in Vittoria col cuore
- Flavio Aquilone in Se cucini, ti sposo